# 亞洲小姐競選温哥華賽區
亞洲小姐競選温哥華賽區選拔賽是一個在加拿大温哥華舉行的選美活動。這個選美會由2010年開始正式開展，首屆冠軍是何丫。主辦機構是亞洲電視和環球多媒體。

## 比賽形式
亞洲小姐競選温哥華賽區選拔賽是在香港舉行的亞洲小姐競選決賽之預選賽的一部分。
預選賽主要分為四大選區，分別是中國大陸選區、台灣選區、港澳特區和海外選區。
海外選區又分為加拿大賽區和其他亞洲國家代表兩個部分；加拿大賽區分別是2006年開始舉行的亞洲小姐競選多倫多賽區選拔賽和2010年開始舉行的亞洲小姐競選温哥華賽區選拔賽。是目前在加拿大僅有的兩個亞洲小姐官方選拔賽，這兩個選拔賽的兩個冠軍可以代表該城市直接前往香港參加亞洲小姐競選港澳特區的預選賽，她們會與其他香港佳麗爭奪六強位置，如幸運進入六強，就可繼續參加亞洲小姐競選決賽，與中國大陸選區選拔出來的國內佳麗，台灣選區選出來的一位台灣佳麗以及從其他亞洲國家物色的海外佳麗爭奪最後冠軍。
2011年，亞洲電視舉辦「ATV亞洲小姐大中華總決賽」，由來自香港、澳門、中國大陆、台灣及海外佳麗爭奪「亞洲小姐總決賽」十個席位（2013年為十二個席位），與其他來自亞洲各國的代表爭夺冠軍。多倫多賽區的代表若是華裔佳麗，便會被安排參加大中華總決賽，其餘則直接參加總決賽。

## 歷屆得獎佳麗
| 年份   | 冠軍   | 亞軍   | 季軍   | 最上鏡小姐 | 友誼小姐 | 其他獎項 |
| 2010年 | 何丫   | 彭蘭媚 | 何桂   | 何丫       | 都晨     | 最佳才智獎：何丫 花姿招展獎：何丫 嬌美體態獎：何丫 優雅儀態獎：何丫 閃爍生輝獎：何丫 美麗肌膚獎：陳郗澄 最具演藝潛質獎：蕭為倫 |
| 2011年 | 王華蘭 | 王曉雯 | 莊達文 | 王曉雯     | [[]]     | |
| 2012年 |        |        |        |            |          | |
| 2013年 |        |        |        |            |          | |
| 2014年 |        |        |        |            |          | |
| 2015年 |        |        |        |            |          | |
| 2016年 |        |        |        |            |          | |
| 2017年 |        |        |        |            |          | |
| 2018年 |        |        |        |            |          | |
| 2019年 |        |        |        |            |          | |
| 2020年 |        |        |        |            |          | |
| 2021年 |        |        |        |            |          | |
| 2022年 |        |        |        |            |          | |
| 2023年 |        |        |        |            |          | |
| 2024年 |        |        |        |            |          | |
| 2025年 |        |        |        |            |          | |

## 歷屆司儀及表演嘉賓
| 日期   | 地點                   | 司儀   | 表演嘉賓     |
| 2010年 | 列治文河石娛樂塲大劇院 | 蔡翊翎 | 許瑩、亢帥克 |

## 參選名單
| 年份   | 01         | 02     | 03   | 04   | 05   | 06   | 07     | 08   | 09     | 10     | 11   | 12     |
| 2010年 | Grace Baek | 朱泳潔 | 都晨 | 何丫 | 何桂 | 施加 | 陳郗澄 | 蘇兒 | 彭蘭媚 | 蕭為倫 | 賓雪 | 夏天歌 |

## 外部連結
- 亞洲小姐競選温哥華賽區選拔賽參選者簡介
- 2010亞洲小姐競選温哥華賽區選拔賽海報

| 前任： - | '亞洲小姐競選温哥華賽區冠軍 何丫 2010 | 繼任： 現任 |